# NGC 5155
NGC 5155 је звезда или звезде у сазвежђу Кентаур која се налази на NGC листи објеката дубоког неба.
Деклинација објекта је - 63° 28' 0" а ректасцензија 13h 28m 18,0s. Привидна величина (магнитуда) објекта NGC 5155 износи 13,9. NGC 5155 је још познат и под ознакама ESO 96-SC13.